# Холёс, Юнас
Юнас Холёс (норв. Jonas Holøs; 27 августа 1987, Сарпсборг, Норвегия) — норвежский хоккеист, защитник клуба «Линчёпинг», участник двух зимних Олимпийских игр. Старший брат хоккеистки Силье Холёс.

## Карьера

### Клубная карьера
Свою карьеру хоккеиста Холёс начал в команде своего родного города «Спарта Уорриорз», игравшую в норвежской элитной серии. В составе «Спарты» он отыграл пять сезонов, дважды дойдя с клубом до полуфинала плей-офф. Сезон 2008/2009 Холёс начал в составе шведского «Ферьестада» и в первый же год Юнас завоевал с командой чемпионский титул. В 2010 году Холёс принял решение уехать в НХЛ в «Колорадо Эвеланш», который задрафтовал норвежца в 2008 году под общим 170-м номером. За сезон Холёс сыграл в составе «лавин» 39 матча, в которых ни забил ни одной шайбы и сделал 6 передач. Часть сезона Юнас отыграл в АХЛ за «Лейк Эри Монстерз». В 2011 году Холёс вернулся в Швецию в команду «Векшё Лейкерс». В 2013 году норвежского хоккеиста пригласил к себе ярославский «Локомотив». За два сезона, проведённых в Ярославле, Холёс стал полноценным игроком основы. По окончании сезона 2014/2015 Холёс вернулся в шведский «Ферьестад».

### Международная карьера
В составе сборной Норвегии Холёс принял участие в юниорском юниорском чемпионате мира 2004 года. Свои выступления за основную сборную Юнас начал в 2006 году. За сборную Холёс выступал на чемпионате мира элитной группы: 2006, 2007, 2008, 2009, 2010, 2011, 2012, 2013, 2014, 2015 годах. Дважды Холёс принимал участие в зимних Олимпийских играх, отыграв в общей сложности 8 матчей, в которых сделал 2 результативные передачи.

## Статистика
| Легенда | Легенда                    | Легенда | Легенда                   | Легенда | Легенда    |
| ------- | -------------------------- | ------- | ------------------------- | ------- | ---------- |
| И       | Количество проведённых игр | Штр     | Штрафное время            | +/−     | Плюс-минус |
| Г       | Голы                       | П       | Голевые передачи          | О       | Очки       |
| -       | Статистика неизвестна      | —       | Статистика не учитывалась |         |            |

## Достижения

### Командные
Норвегия (юниор.)
- Победитель первого дивизиона юниорского чемпионата мира (1): 2005

 Норвегия (мол.)
- Победитель первого дивизиона молодёжного чемпионата мира (1): 2005

### Личные
Спарта Уорриорз
- Команда всех звёзд чемпионата Норвегии (1): 2007/08

 Ферьестад
- Чемпион Швеции (1): 2008/09